# Canzone milanese
Con l'espressione canzone milanese si identifica la musica popolare originaria di Milano.

## Origini
Secondo i più autorevoli storici della musica, si può estrapolare la canzone milanese popolare per distinguerla da quella lombarda, solamente, tranne le eccezioni, nel Novecento, in coincidenza con le prime canzoni della prolifica coppia di autori Alfredo Bracchi-Giovanni D'Anzi.
In precedenza venivano cantati brani musicali provenienti da ogni angolo della regione, e soprattutto dalla campagna lombarda, oppure addirittura motivi arrivati da regioni limitrofe tradotti nel dialetto locale, e che comunque assunsero la parvenza più di filastrocche, strofette e cantilene che di vere e proprie canzoni.
Tra le eccezioni si possono enumerare le canzoni ed i canti politici, quelle della mala e quelle da osteria, che erano già diffusi anche nei secoli precedenti sia autonomamente sia come integrazione con motivi provenienti da fuori città.

## La canzone popolare dall'Ottocento
L'attuale repertorio di canzoni anonime in milanese risale all'Ottocento ed alla prima metà del Novecento. Le canzoni di questo periodo ci sono note, oltre che per trasmissione orale, anche grazie ai fogli volanti che vennero pubblicati a partire dall'Ottocento. Questi, spesso anonimi ma non sempre, ci hanno conservato i testi di tante canzoni. Bisogna tuttavia osservare che chi ha riportato le canzoni su tali fogli aveva una certa cultura ed ha perciò modificato i testi in senso letterario, quando non li ha addirittura tradotti in italiano, e perciò si tratta di testi non esattamente popolari.  La prima raccolta di canzoni e canti milanesi classici fu pubblicata nel 1857 da Casa Ricordi.
La più famosa canzone milanese dell'Ottocento è certamente La bella Gigogin, che è diventata il simbolo del Risorgimento in milanese. Altre famose canzoni politiche milanesi saranno in italiano: Il feroce monarchico Bava (1898) la cui melodia è stata ripresa nel 1969 per La ballata del Pinelli.
Accanto alle canzoni politiche vengono quelle che descrivono la naja e la guerra, vissute da chi non parte volontario (Incœu l'è l'ultim dì), dalle madri, dalle fidanzate (El pover Luisìn). 
Questa è una delle più significative canzoni milanesi a sfondo politico: si riferisce ai fatti storici della guerra del 1859 e le storie umane ad essa collegate. La ballata narra l'amore sentimentale di Luigino, rinsaldato da mazzi di fiori con i quali omaggiava quotidianamente alla sua donna, che dopo essere stato chiamato alle armi, trova la morte in guerra; ma la sua fidanzata nonostante il lutto, continuerà ad amarlo come se fosse ancora in vita.
Importante è anche il nucleo dei canti dell'emigrazione (fra cui Ciapa la rocca e'l fus), relativi soprattutto al flusso verso il Sudamerica.
Fra i canti di lavoro i due maggiori nuclei sono quelli delle canzoni delle filandere (come La nostra società) e quelle delle mondine (Sciur padrun è probabilmente la più celebre); tipici sono anche i canti relativi ai mesteri (magnano, arrotino, spazzacamino). Vi sono anche canti di protesta, rilanciati negli anni Settanta nell'ambito del folk revival (Eviva num!).
Le canzoni dei carcerati e della malavita avevano conosciuto una riscoperta già negli anni Sessanta. Le più famose canzoni del genere sono in italiano e risalgono al Novecento, parliamo de La povera Rosetta e di Porta Romana bella.
Bisogna poi considerare il repertorio umoristico, tipico dell'osteria.  Di questo ambito ha raggiunto fama nazionale La Balilla, che è una delle ultime canzoni anonime milanesi, essendo evidentemente stata composta negli anni Trenta.
Non si possono, infine, dimenticare le canzoni d'amore, spesso incentrate su storie di seduzione (per mettere in guardia le fanciulle dal concedersi ai maschi traditori) e di corna. Fra le più popolari La mia morosa cara e Martìn e Mariana, spesso "incastrata" dentro L'è tri dì.

## Dai Barbapedanna ai Café Chantants
Dall'inizio dell'Ottocento era tradizione che a Milano vi fosse almeno un suonatore ambulante, armato di chitarra, che intratteneva nelle osterie fuori porta e veniva chiamato ad allietare le feste delle famiglie. Il soprannome tradizionale che costoro prendevano, uno dopo l'altro, era "Barbapedanna" o "Barbapedana". Questa espressione nel Seicento aveva indicato un giovanotto spavaldo armato di spada.
L'ultimo ed il più famoso dei "Barbapedana" fu Enrico Molaschi. Il Molaschi è la figura di snodo fra la canzone popolare e quella d'autore milanese: è l'ultimo dei Barbapedanna ma è anche il primo nome che si ricorda di cantautore meneghino. Egli fu infatti anche uno dei più famosi artisti dei cafés-chantants milanesi, insieme a Luciano Molinari, detto "Lucien". La "mise" (oggi si direbbe "look") dell'ultimo Barbapedana assomigliava a quella dei coevi chansonniers francesi (si pensi all'Aristide Bruant immortalato da Toulouse Lautrec): portava infatti una lunga zimarra nera ed un cappello a cilindro con la penna di gallo.
La canzone più nota di Molaschi è variamente chiamata El piscinin, De piscinin o Tant che l'era piscinin. Probabilmente è la rielaborazione di un canto diffuso già da inizio Ottocento, cui ogni Barbapedana aggiungeva qualche strofa. in essa si narra di un personaggio così piccolo talmente piccino da poter ballare sopra un quattrino (piccola moneta spicciola).
Nel 1891 si tenne il primo "concorso della canzone lombarda". La prima edizione fu vinta da El gatt di Federico Bussi e Pietro Girompini.
Un'altra canzone di quest'epoca tuttora in repertorio è La rœuda la gira di E. Sigismondi e F. Antonacci del 1901, dedicata al mestiere girovago dell'arrotino.

## Gli anni Trenta e Quaranta
Questo periodo è caratterizzato dal lavoro della coppia Bracchi-D'Anzi. Il primo nacque nel 1897 e si impiegò ben presto in un'agenzia teatrale, e dopo la fine della prima guerra mondiale si mise ad organizzare dapprima delle stagioni liriche e poi spettacoli di varietà divenendo uno degli autori più noti di canzoni degli anni Trenta e Quaranta. Incontrò sul palcoscenico D'Anzi, classe 1906 e quindi esente dalla guerra, ma comunque addolorato e "mutilato" per la perdita di entrambi i genitori, che intraprese l'attività di pianista e compose la sua prima canzone su invito della vedette Lydia Johnson, intitolandola Charlestonmania. I due assieme scrissero una lunga serie di brani divenuti classici, tra i quali ricordiamo: Nostalgia de Milan, Lassa pur ch'el mond el disa, Duard...fà nò el bauscia, El barbisin, Mariolina de Porta Romana, La man morta, Casetta mia.  I testi di questi brani sono in dialetto, le melodie talvolta sono mazurche, ma altre volte seguono ritmi allora di moda, come il tango e lo slow; il tono può essere intimistico o scherzoso, ma il vero sentimento che esprimono è l'orgoglio municipale meneghino.
Il brano più famoso di questo periodo D'Anzi lo scrisse, però, da solo. Si tratta della celebre Madonnina, divenuta l'inno cittadino. La Madonina tese ad esaltare la laboriosità e l'ospitalità dei milanesi, non affrontando, però, i problematici inserimenti dei meridionali nel tessuto sociale.
Negli anni cinquanta D'Anzi ideò pure un Festival semiserio della canzone milanese, messo in scena in una gelateria di Inverigo, con tanto di orchestra, direzione e giuria, quest'ultima composta unicamente dallo stesso D'Anzi che fece da factotum a quelle dodici edizioni.
Seguendo l'esempio di D'Anzi e Bracchi, Vittorio Mascheroni, nato nel 1895, studente al Conservatorio Giuseppe Verdi, dedicò gran parte del suo repertorio alla città, sia in dialetto sia in lingua, basti pensare a Stramilano e a Passeggiando per Milano.
Sempre negli anni Trenta Gorni Kramer eseguì una versione jazzata del celebre motivo Crapapelada e nel 1939, per merito di Frati e Sciorilli, assistemmo al ritorno sulle scene musicali del Barbapedanna, immortalato nel brano È tornato Barbapedanna. Nello stesso anno si impose, rimanendo celebre in tutti gli anni della guerra, Pepé e papoos di Nino Rastelli e Giacomo Solmavico, una divertente e grottesca storia di scarpine da ballo contrapposte a scarponi da montagna e da guerra.
Rastelli, autore inquadrabile nel genere parodistico e grottesco, fu il caposcuola, assieme al comasco Nino Ravasini, di un genere, o se vogliamo precisare meglio, di un filone denominato alla milanese, a cui appartennero brani musicali come La famiglia Brambilla e I pompieri di Viggiù. A questo filone si può inserire anche Aveva un bavero scritta da Mario Panzeri su musica di Virginio Ripa.
Sempre durante la seconda guerra mondiale ebbe grande successo la canzone Olè, la fôndeghera scritta da Panzeri e Rastelli. Al periodo dell'occupazione tedesca risale anche il pastiche italiano-milanese-tedesco di Bitte Fräulein (Mauro-Sciorilli).

## Ilcabaretdegli Anni Sessanta

Svampa con Brassens

Durante gli anni Cinquanta cambiarono notevolmente sia il taglio sia le tematiche assunte dalle nuove ondate di cantanti, attori, autori milanesi. In questi anni di fermento della parte giovanile e progressista della società, un gruppo di artisti insofferenti del perbenismo borghese (come si diceva allora) ed in parte coincidenti con i cantautori della cosiddetta scuola milanese, si esibiva nei cabarets davanti ad una ristretta platea di membri della borghesia illuminata, ma anche di esponenti della "mala" come Renato Vallanzasca e Luciano Lutring. La consacrazione definitiva di questi artisti era il passaggio dai cabarets "minori" all'ormai mitico Derby Club di via Monterosa. Nato nel 1962 come "Intra's Derby Club", questo locale era stato fondato per iniziativa del musicista Enrico Intra e dell'imprenditore Gianni Bongiovanni. Può essere definito il primo Whishy a-gogò e una delle prime caves di jazz italiani. Divenne, in pochi anni, sia il ritrovo di una lunga serie di personaggi del mondo dello spettacolo, intenti a riscoprire e reinventare la città, sia il simbolo della nascita della nuova musica milanese. Tra gli artisti più rappresentativi lanciati dal Derby si ricordano Enzo Jannacci, Dario Fo, Franca Rame, Giorgio Gaber, Ornella Vanoni, Walter Valdi.
La nuova canzone milanese era in realtà già nata qualche anno prima. Il primo nucleo di composizioni furono le cosiddette "Canzoni della mala", scritte fra il 1958 ed il 1960. Si trattava inizialmente di un'operazione architettata da Giorgio Strehler e, per le musiche, Fiorenzo Carpi come repertorio di esordio per la giovane e sconosciuta Ornella Vanoni, diplomata nel 1956 alla scuola d'arte del Piccolo Teatro. Essi lasciarono credere che si trattasse di canzoni della malavita milanese ritrovate in un "polveroso manoscritto" mentre erano state scritte dallo stesso Strehler e da altri giovani autori. Fra di esse ricordiamo Hanno ammazzato il Mario di Carpi-Fo e la Zolfara di Amodei-Straniero.
Il filone delle canzoni che descrivevano la malavita milanese ebbe successo, ed altri autori ed interpreti ne allargarono il repertorio, anche in lingua italiana (si pensi a La ballata del Cerutti di Umberto Simonetta e Giorgio Gaber, ed a Via Broletto 34 di Sergio Endrigo). Fra gli autori in milanese bisogna ricordare Strehler stesso (Ma mi...), il futuro Nobel Dario Fo (El me ligera), Walter Valdi (Faceva il palo ovvero Il palo della banda dell'ortica).
Un altro importante snodo nella nascita di questo interesse degli intellettuali per la canzone milanese fu uno spettacolo teatrale, tenuto nel 1962 nello storico "Teatro Gerolamo" di piazza Beccaria, poco più grande di un cabaret. Questo recital si intitolava Milanìn Milanòn e riproponeva le canzoni milanesi tradizionali scelte da Roberto Leydi, insieme a poesie dei maggiori poeti cittadini, il tutto per la regia di Filippo Crivelli. Interpreti dello spettacolo erano Milly, Tino Carraro, Enzo Jannacci, Sandra Mantovani e Anna Nogara, con l'accompagnamento musicale del maestro Roberto Negri. Lo spettacolo rappresentò l'inizio della carriera di cantanti dialettali per personaggi così diversi come la Milly e Jannacci.
Nei primi anni Sessanta alcune case discografiche, come la Ricordi, curarono particolarmente il genere popolare e dialettale e difatti vennero pubblicate Porta Romana e Trani a gogò di Gaber, La balilla nella versione di Maria Monti, ed il primo album della coppia Fo-Rame, che comprendeva la celebre Ma mì, nella quale il nemico è indicato nel "brut terun" del commissario. Gran parte di questo repertorio fu musicato dal compositore Fiorenzo Carpi, classe 1918, che sarebbe divenuto il musicista stabile del Piccolo Teatro fondato da Giorgio Strehler.

Jannacci e Gaber

Un altro personaggio storico della canzone milanese, è stato Gaber, classe 1939, anche se quasi tutti i suoi pezzi sono stati scritti in lingua, e dallo spettacolo televisivo del 1964 intitolato Milano cantata, fino alle sue ultime attività teatrali, l'autore ha sempre più allargato il suo raggio di osservazione sociale, quindi non più solo Milano ma il mondo intero al centro del suo lavoro.
Chi invece utilizzò spesso e volentieri il dialetto fu Dario Fo, nato nel 1926 nel varesotto, che oltre alla sua famosa attività teatrale, ben avviata già negli anni Cinquanta e Sessanta, collaborò nel 1966 con il Nuovo Canzoniere Italiano che partorì almeno quattro trasmissioni televisive mandate in onda negli anni Settanta. Alcune delle più popolari canzoni dialettali scritte da Fo furono interpretate da Jannacci (1935), come ad esempio T'hoo compraa i calzètt de seda.
Oltre alle canzoni di Fo, Enzo Jannacci ha scritto in proprio ed interpretato molte canzoni in dialetto. In particolare il suo primo LP, La Milano di Enzo Jannacci del 1964, era tutto in milanese e conteneva canzoni rimaste famose, come El portava i scarp del tennis, Per un basin, Ti te sé no, Andava a Rogoredo. È perciò in milanese che questo artista ha fatto conoscere la sua vena strampalata ed insieme patetica, che narra l'emarginazione dei suoi personaggi, ma forse anche la propria.
Tipici cabarettisti furono I Gufi, per i quali canzone e recitazione erano una cosa sola. Erano un quartetto formato da Nanni Svampa, Lino Patruno, Gianni Magni e Roberto Brivio che durò solo dal 1964 al 1969, ma i cui dischi sono tuttora in catalogo. Il repertorio dei Gufi, oltre a raccogliere canti tradizionali e riproporre brani degli autori appena citati, comprendeva canzoni, generalmente umoristiche anzi grottesche, scritte dai singoli membri del gruppo, di solito con l'aiuto di artisti esterni. Alcune di queste canzoni erano in italiano, ma altre erano in milanese.
Di queste ultime le più riproposte sono Piazza Fratelli Bandiera e A l'era sabet sera di Svampa, nonché La balada del pitòr scritta da Enrico Médail e Didi Martinaz e musicata da Patruno.
Si deve anche ricordare l'attività "solistica" di Nanni Svampa: prima di formare i Gufi aveva tradotto in milanese due dozzine di canzoni di Georges Brassens; mentre negli anni Settanta si esibì da solista con lo spettacolo Nanni Milano Svampa cantata del 1977. Di Svampa bisogna anche ricordare l'attività di instancabile ricercatore della canzone milanese e lombarda, condensata in alcuni libri e dischi antologici (fra cui la raccolta Milanese - Antologia della canzone lombarda).
Un altro artista di quest'epoca dette voce alle ingiustizie subite dal proletariato e sottoproletariato. Non frequentava i cabarets, ma le piazze ed i circoli ARCI, era infatti un cantautore impegnato, lucchese trapiantato a Milano, ovvero Ivan Della Mea, che scrisse le sue prime canzoni in milanese, fra cui El mè gatt, La canzùn del desperàa e Quand gh'avevi sedes'ann.
Accanto alle canzoni umoristiche o di denuncia dei cabarets negli stessi anni c'era anche un filone più romantico, in lingua italiana, da piano bar, di cui erano esponenti Memo Remigi (Innamorati a Milano), Piero Ciampi (Autunno a Milano) e Gino Negri (La mia nebbia).

## La canzone milanese nel 2000
Sebbene il dialetto Milanese risulti attualmente diffuso e parlato in maniera minore che in passato, in favore della lingua nazionale, anche a causa delle successive ondate migratorie, si rilevano comunque nuovi musicisti ed artisti, che propongono tuttora un repertorio in milanese, sia inedito, sia riarrangiando materiale storico. Tra i principali artisti dell'ultima generazione si citano: Elio e le Storie Tese, Teka P, Longobardeath, Gamba de Legn, Lissander Brasca, Ligera '73, Walter Di Gemma, Neurodeliri, Punkreas, Vallanzaska ed il celebre Davide Van De Sfroos nella variante del lombardo occidentale più vicina al dialetto Comasco.

## Discografia
- Nanni Svampa, La mia morosa cara, Déjavu Retro, 2003
- Nanni Svampa, Ma mì, Déjavu Retro, 2007
- Nôstalgia de Milan, GMG, 2003